# Meschede
Meschede is een stad en gemeente in Duitsland en ligt in het dal van de Ruhr in het noordwesten van het Sauerland. De gemeente telt 29.696 inwoners (31 december 2020) op een oppervlakte van 218,50 km².

## Geschiedenis
Uit archeologisch onderzoek in 2014 op industrieterrein Enste is gebleken dat het grondgebied van Meschede reeds in de IJzertijd door boeren werd bewoond. Uit de 9e of 10e eeuw dateert een walburg met de in Duitsland vaak voorkomende naam Hünenburg. Dit vroegmiddeleeuwse verdedigingswerk lag op een heuveltop aan de noordoever van de Ruhr, enkele kilometers ten oosten van de huidige stad. In de tiende eeuw ontstond de stad rondom het vrouwensticht van Sinte-Walburga (eerste vermelding in 913 als „Mescedi“). Dit verkreeg van keizer Otto I in 958 het marktrecht en tolrecht. Rond het jaar 1000 ontstond in dit sticht een kunsthistorisch belangrijk evangeliarium, de fraai geïllustreerde Hitda-Codex. In 1310 werd het vrouwensticht omgezet in een klooster voor kanunniken. Later in de middeleeuwen verkreeg het Graafschap Arnsberg min of meer samen met het Keurvorstendom Keulen de zeggenschap over stad en sticht. Het graafschap Arnsberg stichtte in de 13e eeuw nog twee andere nederzettingen, Grevenstein en Eversberg, die eveneens beperkte stadsrechten genoten. In 1457 verkreeg Meschede een beperkt stadsrecht (zgn. Freiheit). In 1572 werd Meschede als zgn. bijstad van Arnsberg lid van de Hanze. De tot Meschede behorende plaatsjes Eversberg, Freienohl en Grevenstein werden binnen deze stedenbond op hun beurt weer als bijstad van Meschede beschouwd en waren zodoende feitelijk Hanzestadjes van de derde rang.
In de Dertigjarige Oorlog leed Meschede zware schade. In de 18e eeuw werd de stad ten minste twee keer geteisterd door een dodelijke epidemie van dysenterie (Rote Ruhr). Na de val van Napoleon Bonaparte in 1815 kwam de stad, zoals geheel Westfalen, aan het Koninkrijk Pruisen en in 1871 aan het Duitse Keizerrijk.
In 1871 (westwaarts) en 1872 (oostwaarts) kreeg Meschede een aansluiting op het spoorwegnet.
Tijdens de Eerste Wereldoorlog werd een krijgsgevangenenkamp ingericht in het noorden van het stadje. Het had een capaciteit van 60.000 personen. Ongeveer 8000 Belgische dwangarbeiders verbleven er van oktober 1916 tot maart 1917. Ze waren onwillig en hadden te lijden onder honger en ziekte. 
De Jodenvervolging begon in Meschede in 1938 met de Kristallnacht, de synagoge werd vanbinnen verwoest. Joodse inwoners die Duitsland niet wisten te ontvluchten werden in de jaren erna in vernietigingskampen omgebracht. De in 1878 gebouwde synagoge was na de Tweede Wereldoorlog eerst een meubelmakerswerkplaats en daarna gemeente-eigendom. In 1999 werd er een centrum in gevestigd voor kleinschalige concerten, exposities, lezingen en dergelijke. Tijdens de oorlog werden in de stad talrijke mensen gedwongen tewerkgesteld, onder andere in twee werkkampen en in de aluminiumfabriek, die de Wehrmacht als belangrijke klant had. In kasteel Laer was een geheime militaire stafafdeling gevestigd, die ging over de ontwikkeling en het gebruik van V-2-raketten. Aan het einde van de oorlog, onder andere op 19 en 28 februari 1945, werd Meschede, dat aan een strategisch belangrijke spoorlijn was gelegen, zwaar gebombardeerd door geallieerde vliegtuigen. De stad brandde daardoor voor het grootste deel af. In maart 1945 vermoordden Duitse soldaten in een kamp bij de stad 80 Russische krijgsgevangenen. Op 9 en 10 april 1945 werd de stad na twee dagen strijd door de geallieerden veroverd. Te Eversberg werd in 1961 een oorlogskerkhof voor ruim 900 slachtoffers van de Tweede Wereldoorlog, voornamelijk gesneuvelde Duitse soldaten, ingericht. Er liggen ook enige omgekomen dwangarbeiders begraven. 
Na de oorlog nam de bevolking van de stad snel toe, onder andere door immigratie van Heimatvertriebene, die de in 1945 Pools, Tsjechisch en Russisch geworden gebieden hadden moeten verlaten. De herinrichting -na 1950 waren in de stad veel lelijke noodwoningen gebouwd, en er stonden enkele fabrieken in het centrum, tussen de huizen-  alsmede de wegenstructuur - kort na de oorlog moest het doorgaande verkeer zich nog door de binnenstad persen, en een vaak gesloten spoorwegovergang kruisen- vormden tot na 2010 lastige puzzels voor de stadsplanners van Meschede. Helaas vielen daardoor de laatste oude vakwerkhuizen, die de stadssanering van het begin der 20e eeuw en de oorlog doorstaan hadden, ten prooi aan de sloophamer.

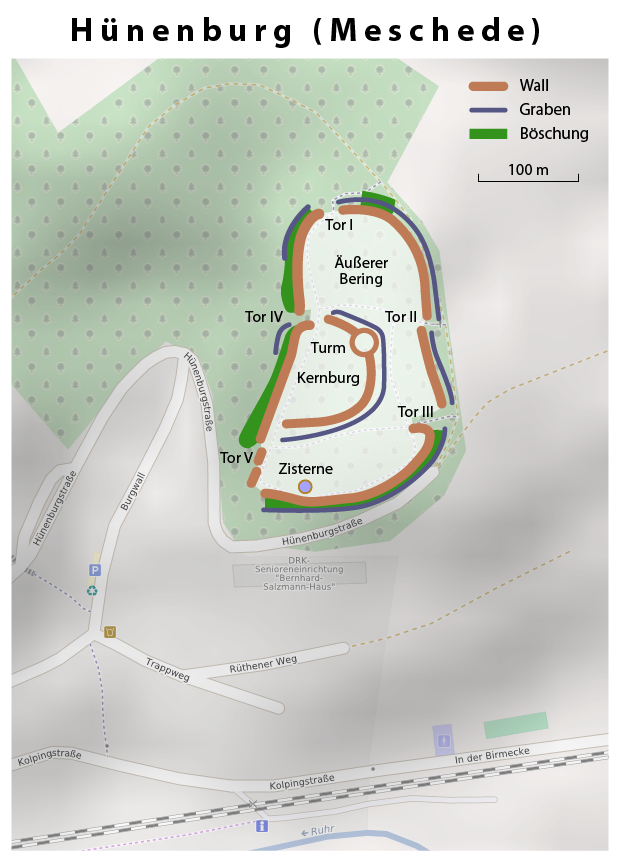
Plattegrond Hünenburg
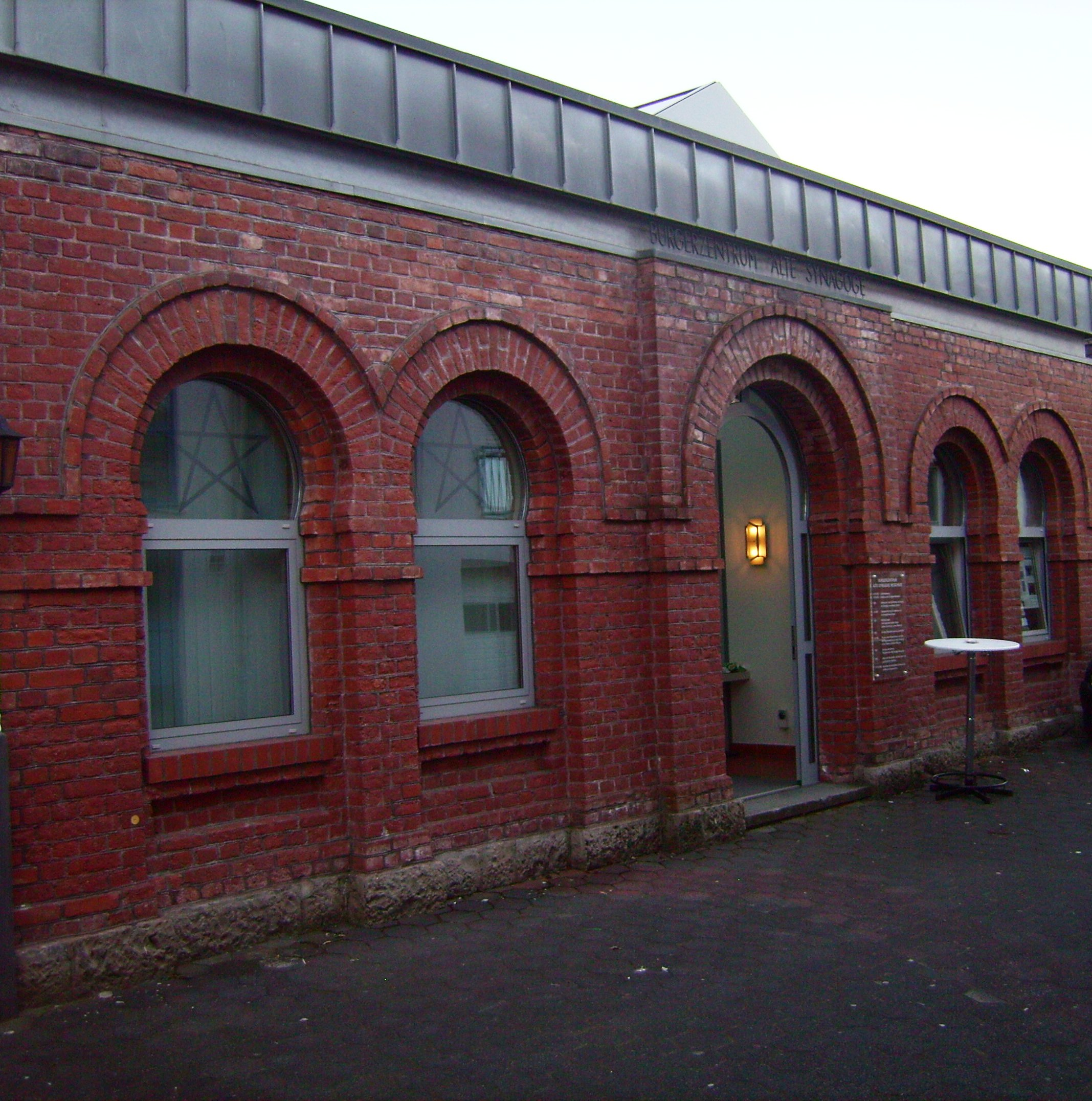
Voormalige synagoge
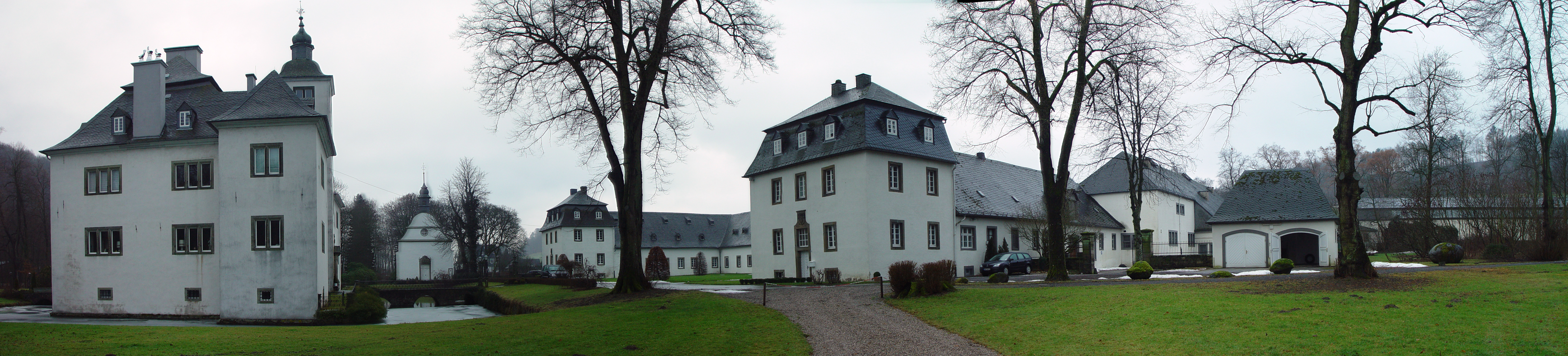
Kasteel Laer, ten westen van de stad
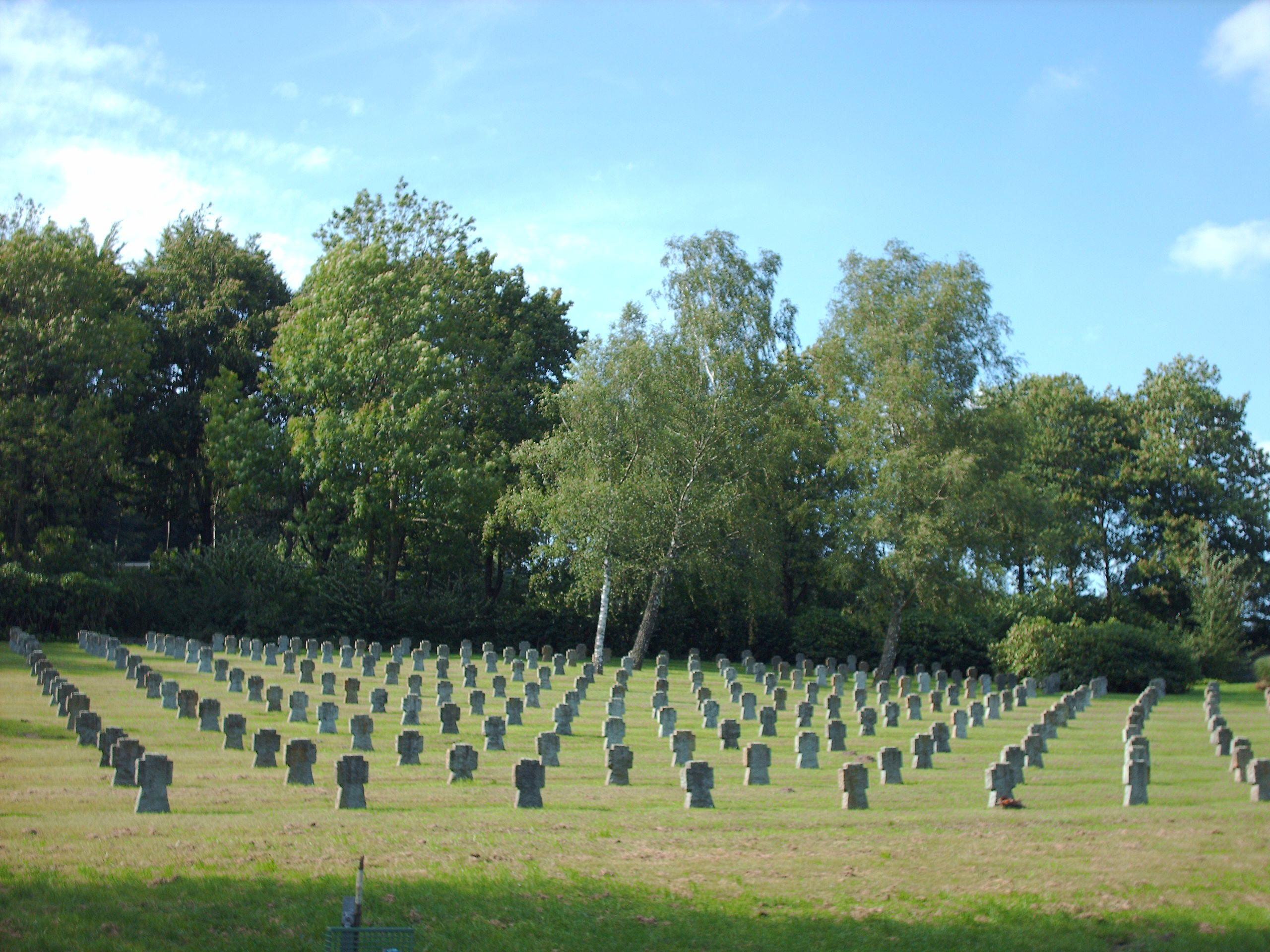
Duits oorlogskerkhof Eversberg

## Bezienswaardigheden
- De Sint-Walburgiskerk in Meschede, een voormalige kloosterkerk, werd op de plaats van een oudere kerk gebouwd in 1663-1664. Van de vorige kerk bleef de 10e- 12e-eeuwse crypte grotendeels bewaard. In de Tweede Wereldoorlog liep het gebouw door luchtaanvallen zware schade op. Van 1947 tot 1954 werd het in een in die jaren moderne stijl gerenoveerd. In en onder de kerk zijn talrijke interessante voorwerpen uit de middeleeuwen opgegraven.
- De op een heuveltop gelegen, middeleeuwse Klausenkapelle, met daarin een kunsthistorisch belangrijk gotisch altaarstuk uit het voormalige klooster Galiläa.
- Het in 1928 opgerichte benedictijner monnikenklooster Abtei Königsmünster bezit een in 1958 voltooide en in 1964 ingewijde, monumentale abdijkerk in een bijzondere bouwstijl.[6] Bezoek aan de abdij is mogelijk. Er is een stilte- en bezinningscentrum, een rooms-katholiek gymnasium en een aantal ambachtelijke bedrijfjes aan verbonden. De abdij wordt als het belangrijkste cultuurmonument van Meschede beschouwd.
- De 18e-eeuwse kerk St. Jacobs de Meerdere te Remblinghausen heeft een barok interieur.
- Het natuurschoon van het Sauerland, waaronder het direct ten noorden gelegen Arnsberger Wald.
- Tussen het stadscentrum en de Hennesee is in 2013 langs de Henne een langgerekte groengordel aangelegd.
- Burg Eversberg is een torenruïne op de 453 meter hoge Schlossberg, die beklommen kan worden, en vanwaar men uitzicht over de omgeving heeft.
- Het streekmuseum te Eversberg is een Museum für Bäuerliche Handwerks- und Gewerbegeschichte, Landschafts- und Kulturentwicklung.

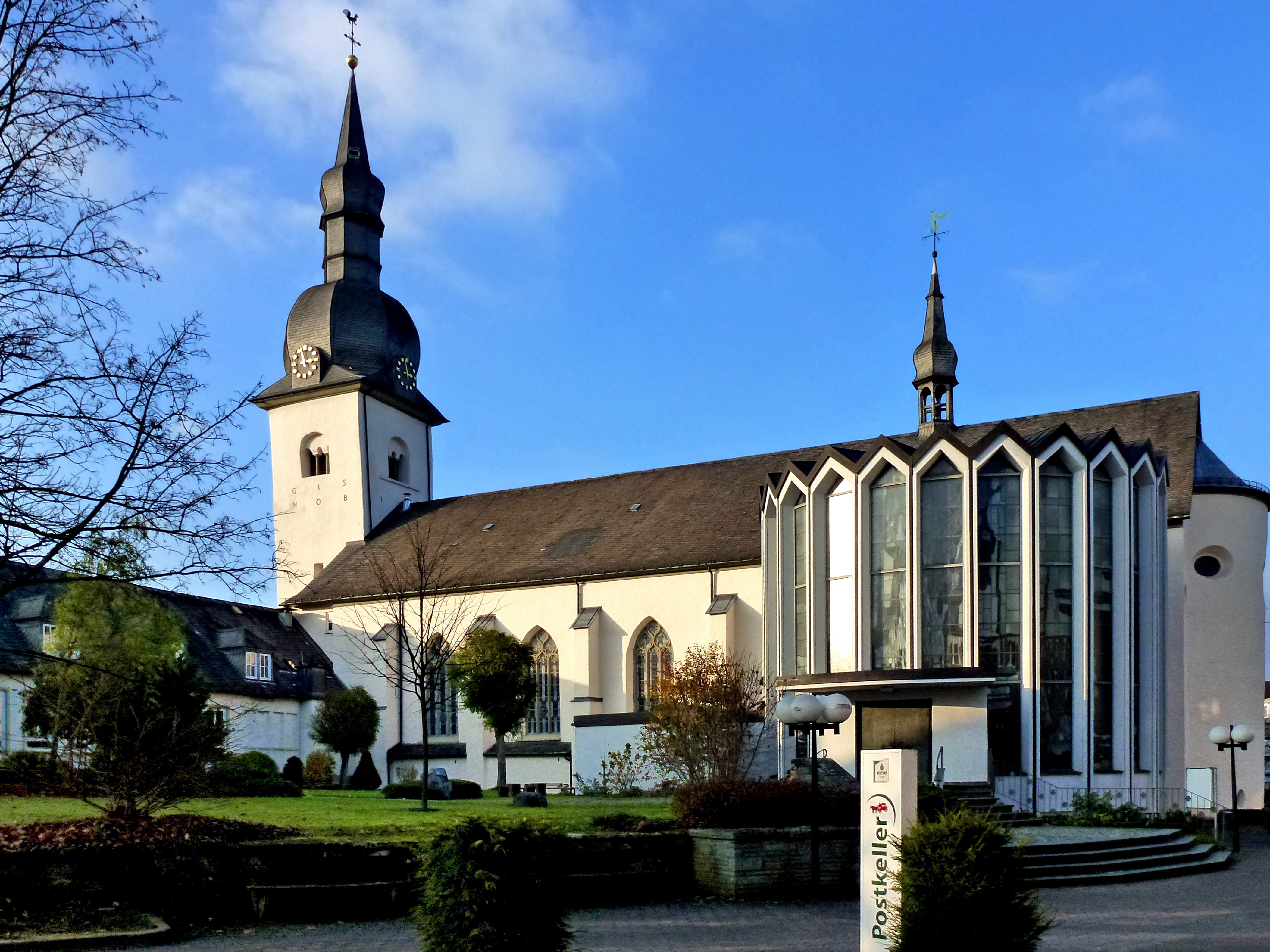
St. Walburgiskerk, Meschede
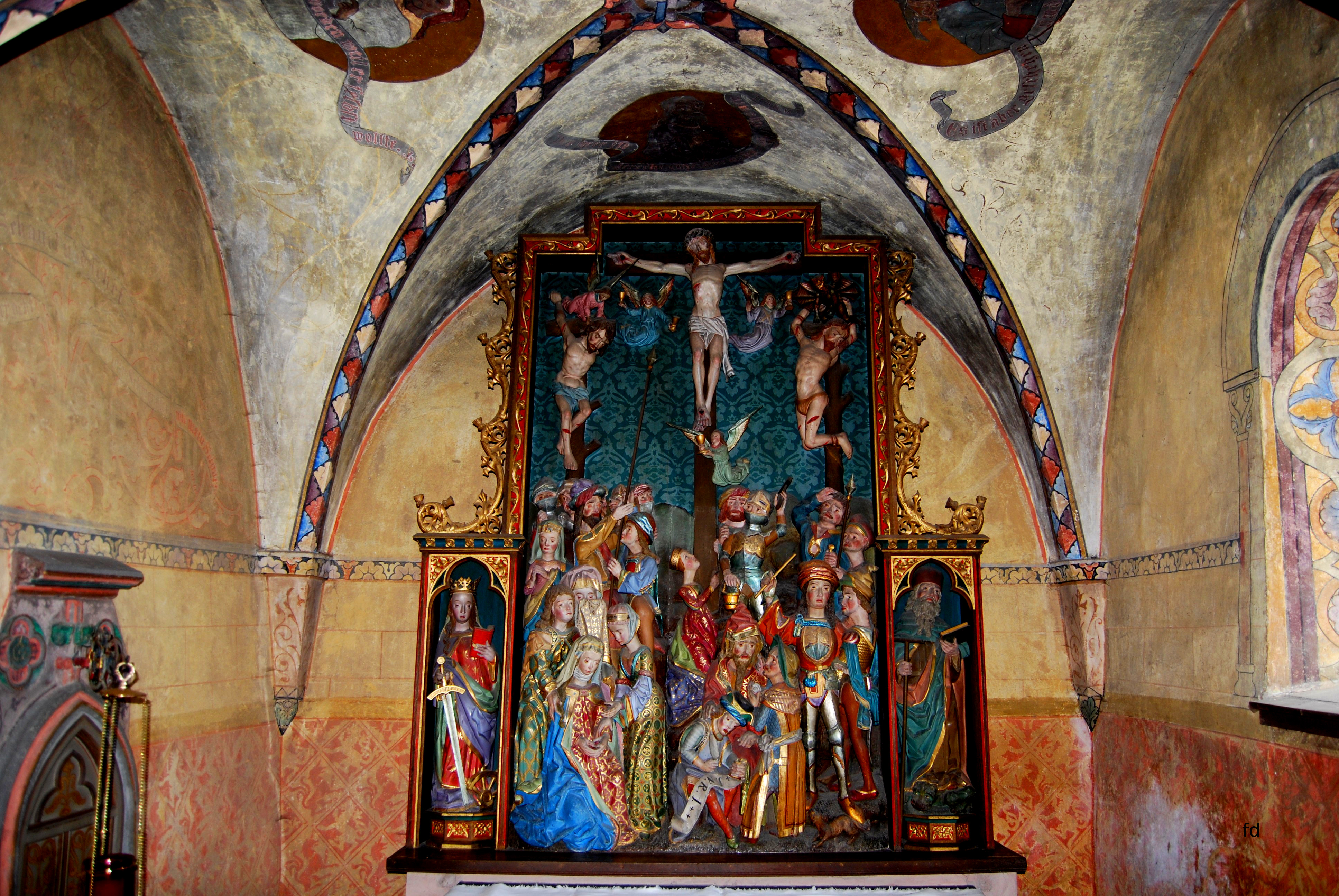
Altaar in de Klausenkapelle
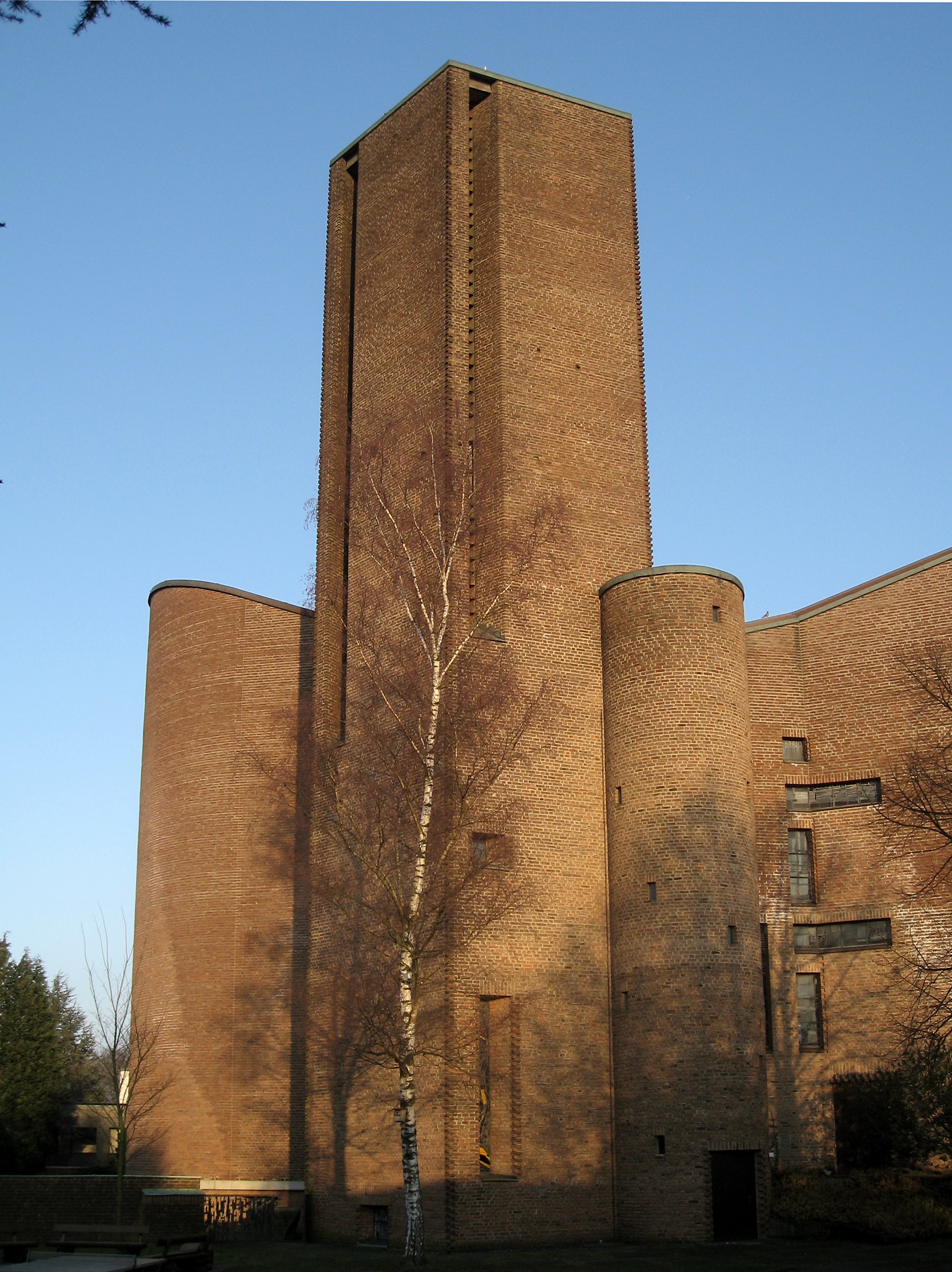
Abdijkerk Königsmünster
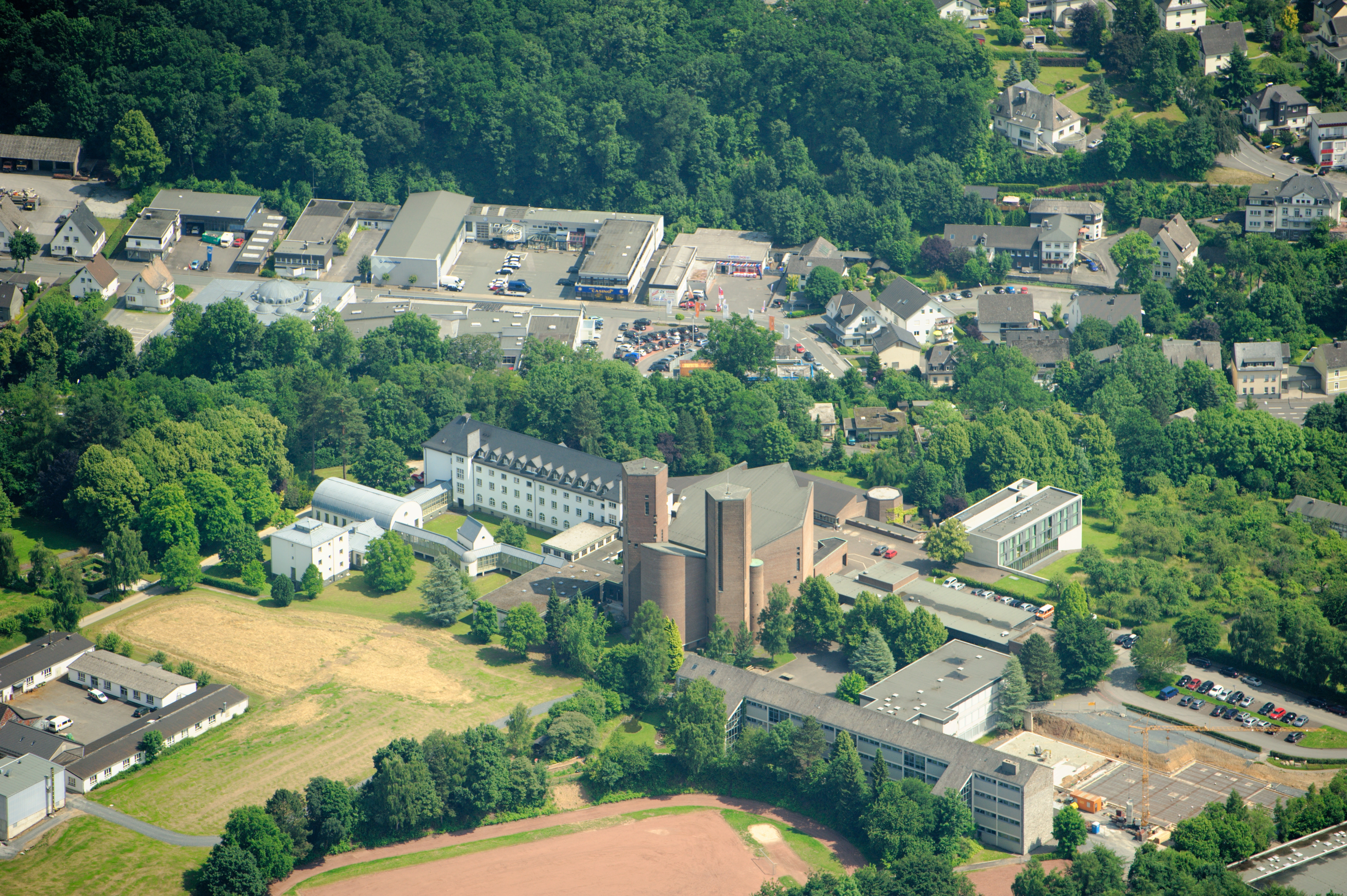
Luchtfoto kloostercomplex Königsmünster (gebouwd tussen 1934 en 1964)
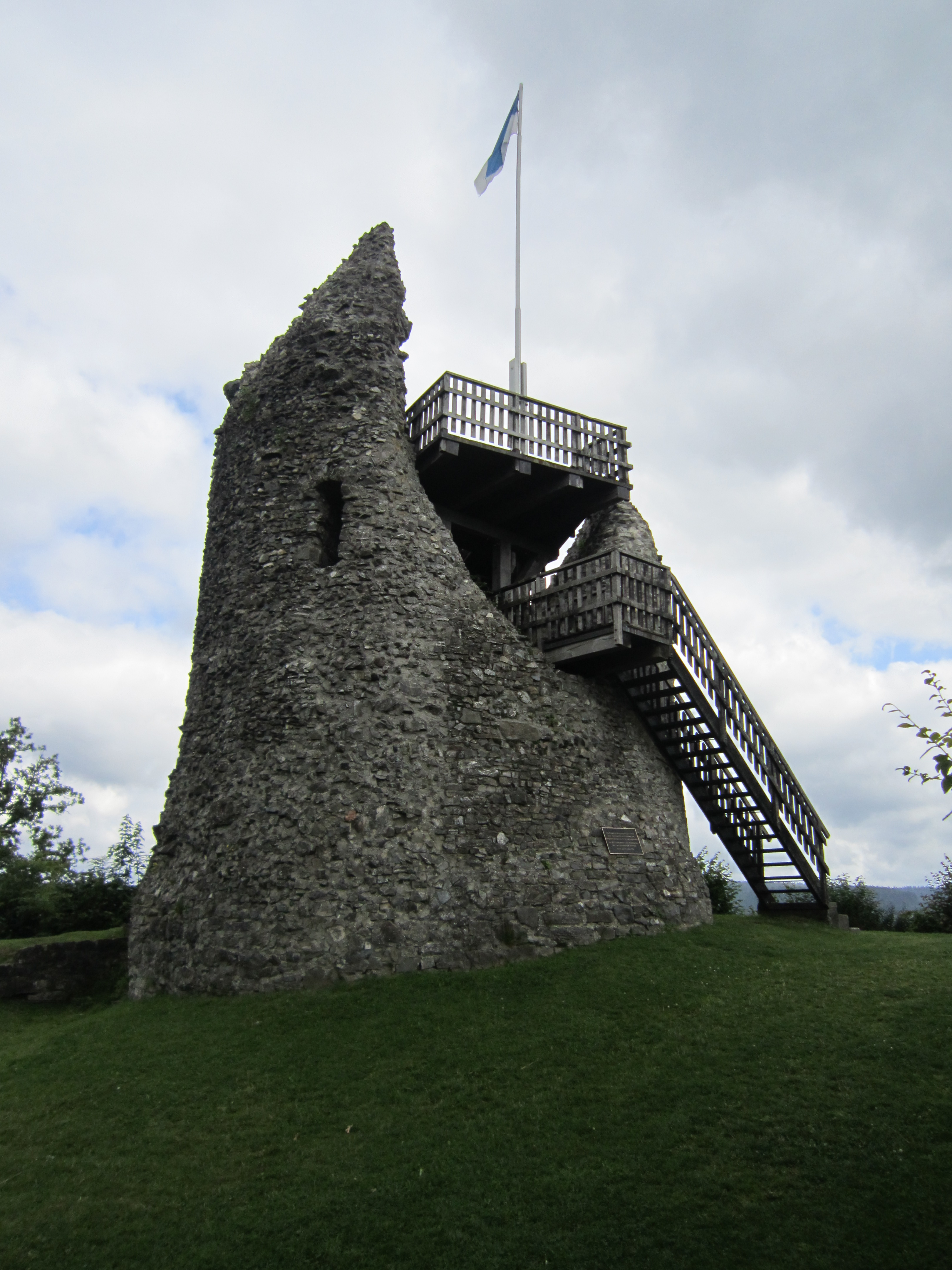
Torenruïne, tevens uitzichttoren Burg Eversberg
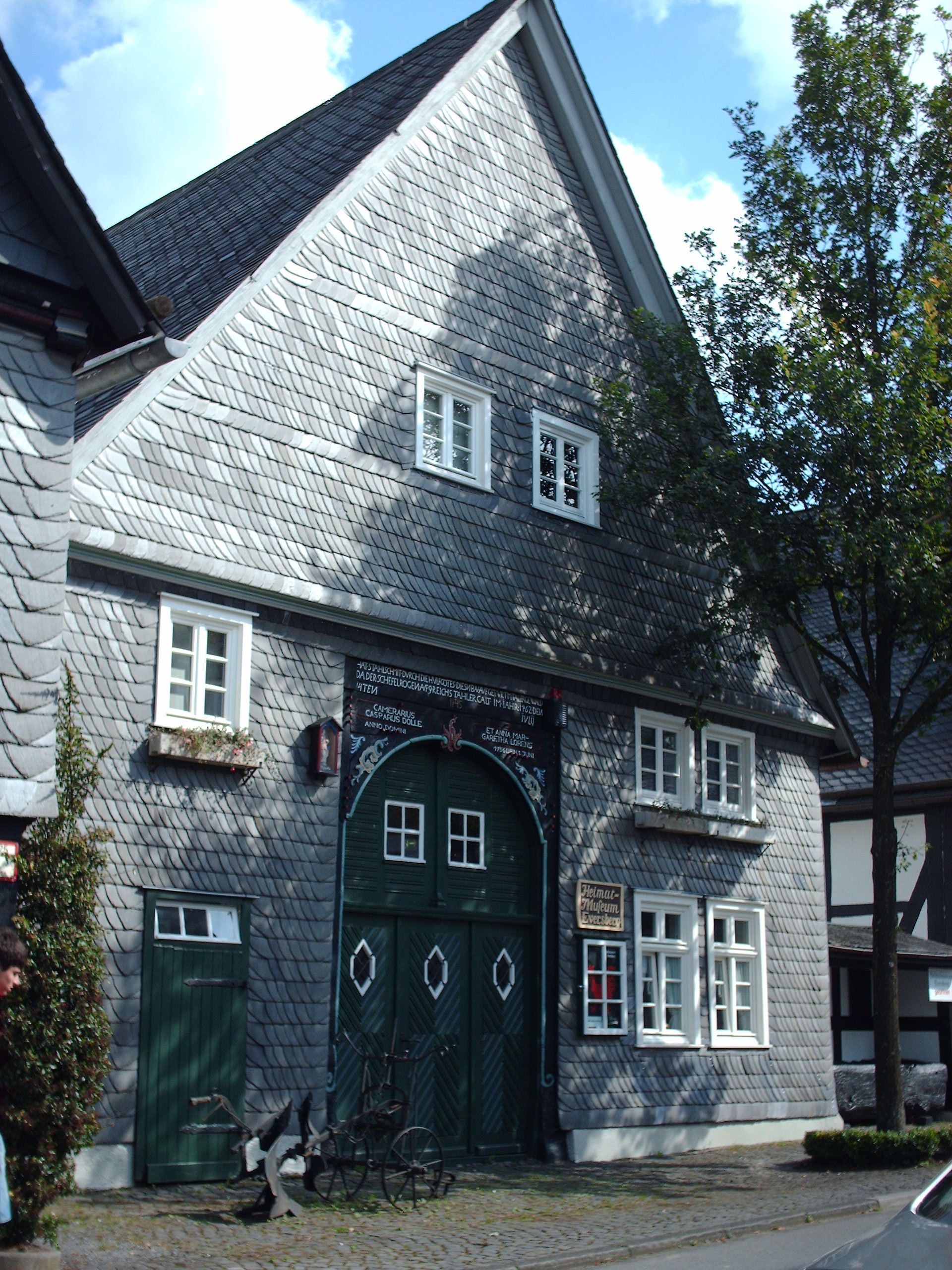
Streekmuseum, Eversberg

## Geografie, infrastructuur
Het gebied, waarin Meschede ligt is heuvelachtig, met toppen tot meer dan 600 meter boven de zeespiegel, Het wordt gerekend tot het Rijnlands Leisteenplateau. De nederzettingen liggen meestal in rivierdalen op 250-300 m hoogte. 
De stad ligt aan de bovenloop van de rivier de Ruhr. Binnen de gemeentegrenzen monden de 22½ km lange Henne en de 31 km lange Wenne, beide van links (vanuit het zuiden),  in de Ruhr uit. Kort ten zuiden van de stad ligt in de Henne de  Hennetalsperre, waarvan het  stuwmeer, de Hennesee, een attractie vormt.
Naburige gemeenten zijn Arnsberg en Sundern in het westen, Warstein in het noorden, Bestwig, en verderop Brilon in het oosten, en Eslohe en Schmallenberg in het zuiden. 
Afrit 70 van de Autobahn A46, die van west naar oost loopt, ligt aan de noordrand van de stad Meschede. Deze snelweg kruist hier de noord-zuidverbinding Bundesstraße 55.
Station Meschede ligt aan de spoorlijn Aken - Kassel. Ook Freienohl heeft een klein station aan deze spoorlijn. De stationnetjes in Berge, Wennemen en Eversberg zijn in de 20e eeuw opgeheven. Te Wennemen stoppen af en toe nog goederentreinen die stammen van in de productiebossen gevelde bomen transporteren. Het openbaar vervoer per bus is van weinig betekenis.
Het zeven km ten zuid-zuidwesten van de stad gelegen gehucht Schüren beschikt over een klein vliegveld voor de zweefvliegsport, alsmede voor kleine zaken- en hobbyvliegtuigjes en helikopters. Het heeft een geasfalteerde start- en landingsbaan van 900 x 30 meter. Het veld heeft ICAO-code EDKM en ligt 438 meter boven de zeespiegel. Incidenteel wordt de startbaan van het vliegveldje ook wel voor autosportevenementen gebruikt.

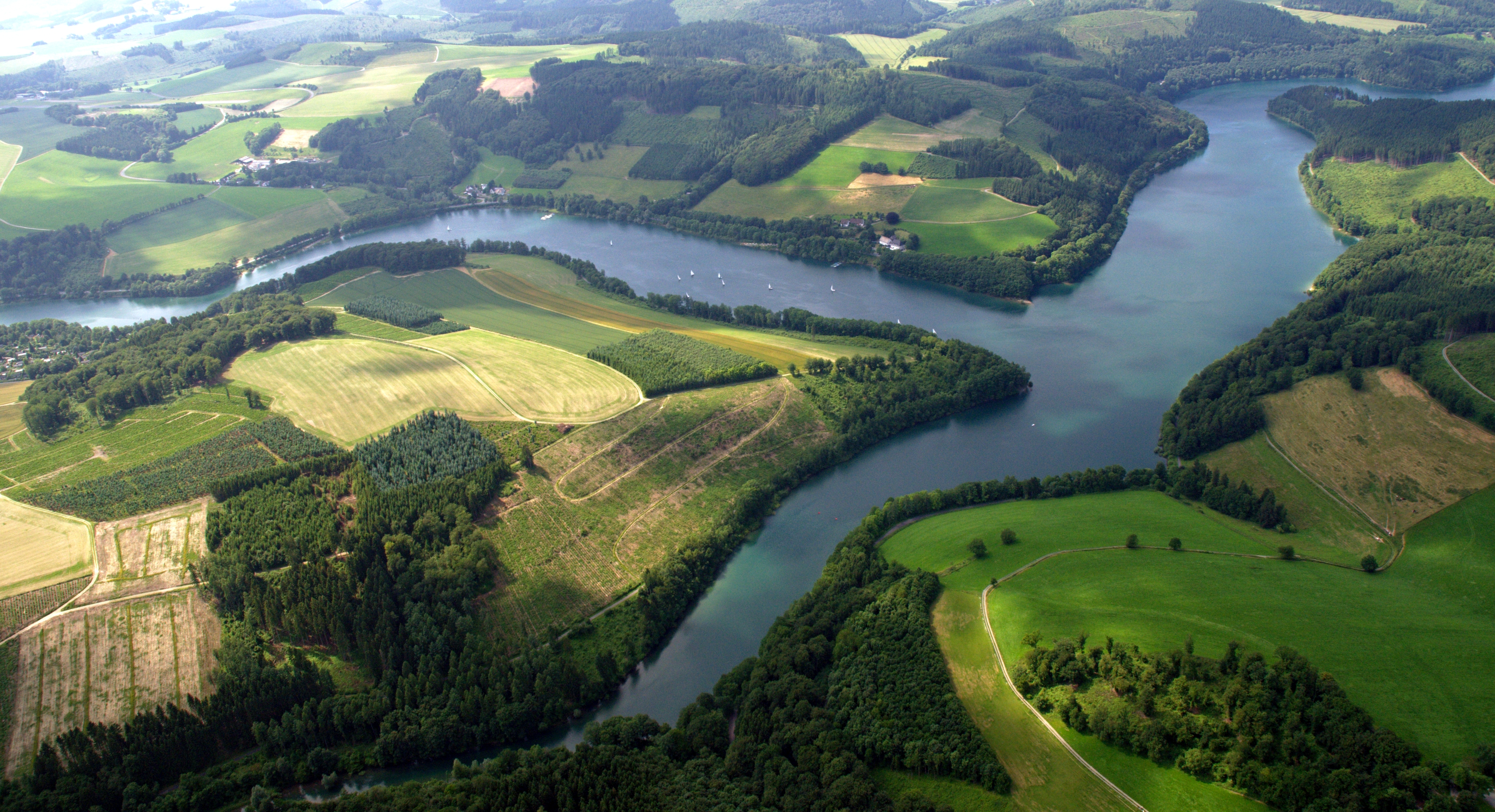
Stuwdam in de Henne bij Meschede
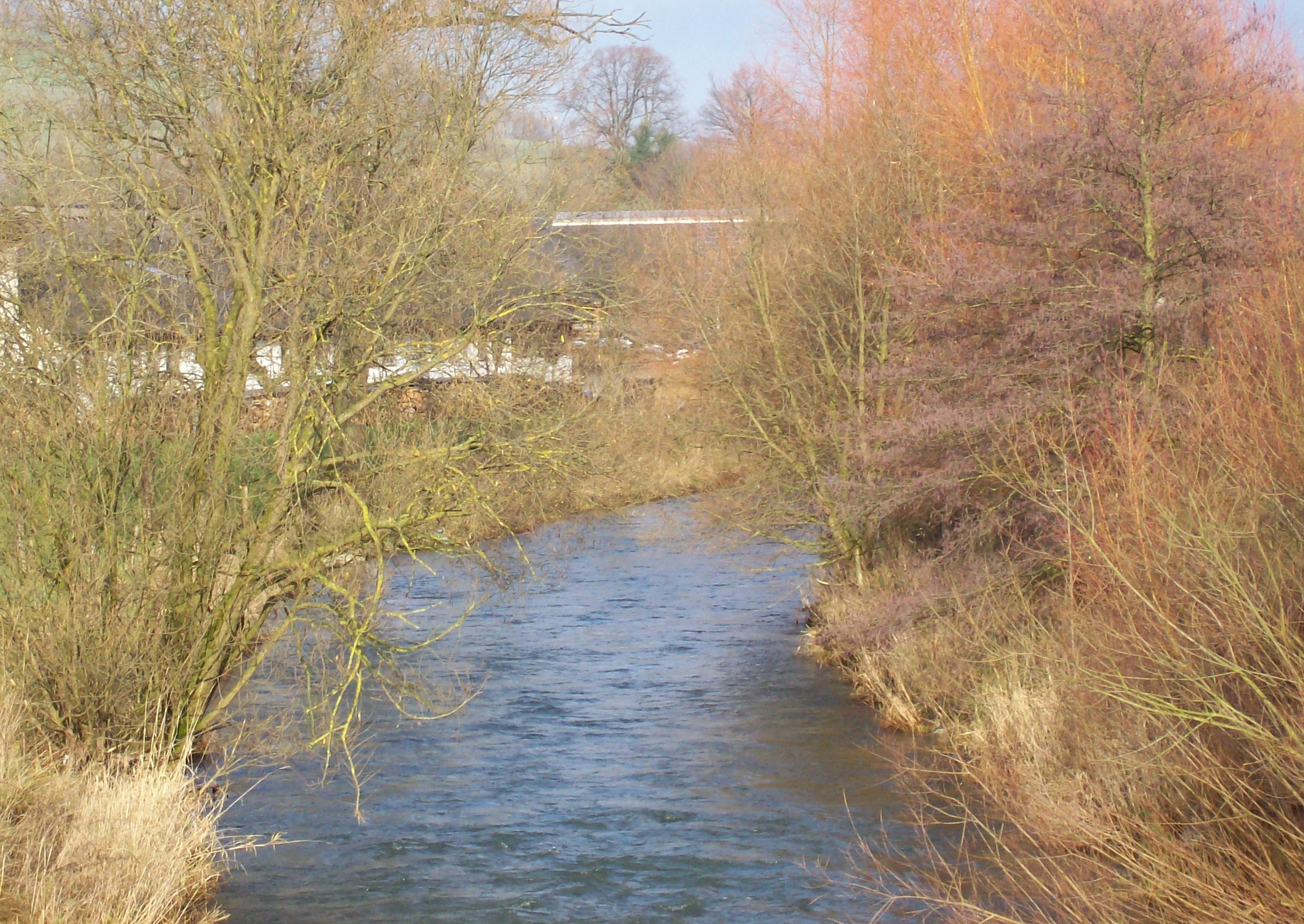
De Wenne bij Berge, gemeente Meschede
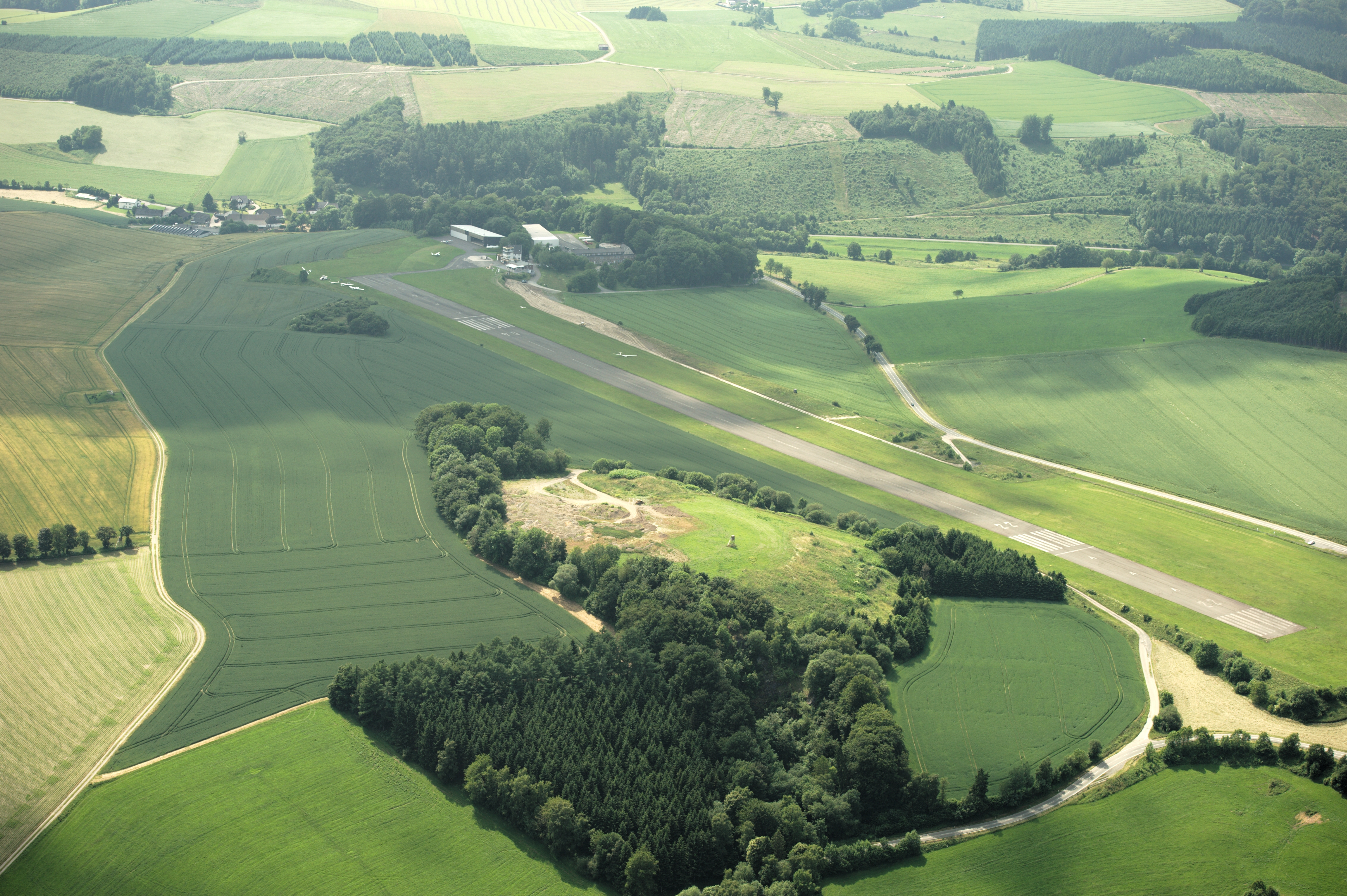
Vliegveld

## Economie
De grootste werkgeefster van de stad is de in 1908 opgerichte Honsel-fabriek van aluminiumproducten, voornamelijk ten behoeve van de fabricage van auto's. Het bedrijf, waarvoor op dat moment in Meschede circa 1.500 mensen werkten, ging in 2011 failliet, maar kon na overname door de Canadese branchegenote Martinrea een doorstart maken. In Grevenstein is de bierbrouwerij van Veltins gevestigd. Er werken 500 à 600 mensen. Te Meschede is verder een vestiging van Deutsche Telekom gevestigd, met enkele honderden werknemers. Het grootste bedrijventerrein van de gemeente bevindt zich bij de aansluiting van de B 55 op de A 46. Het draagt de naam Gewerbegebiet Enste. Er is vooral midden- en kleinbedrijf van lokale en regionale betekenis gevestigd. Het zwaartepunt ligt daarbij op de metaalsector.
Voor de economie van de stad is de in 2002 hier gevestigde Fachhochschule Südwestfalen, een technische hogeschool, van betekenis. Er studeren jaarlijks circa 5.000 personen. De stad beschikt over een Amtsgericht.
Vanwege het natuurschoon en de bezienswaardigheden in de regio is het toerisme in Meschede een inkomstenbron van betekenis.

Honsel-fabrieken, kort voor het faillissement in 2011
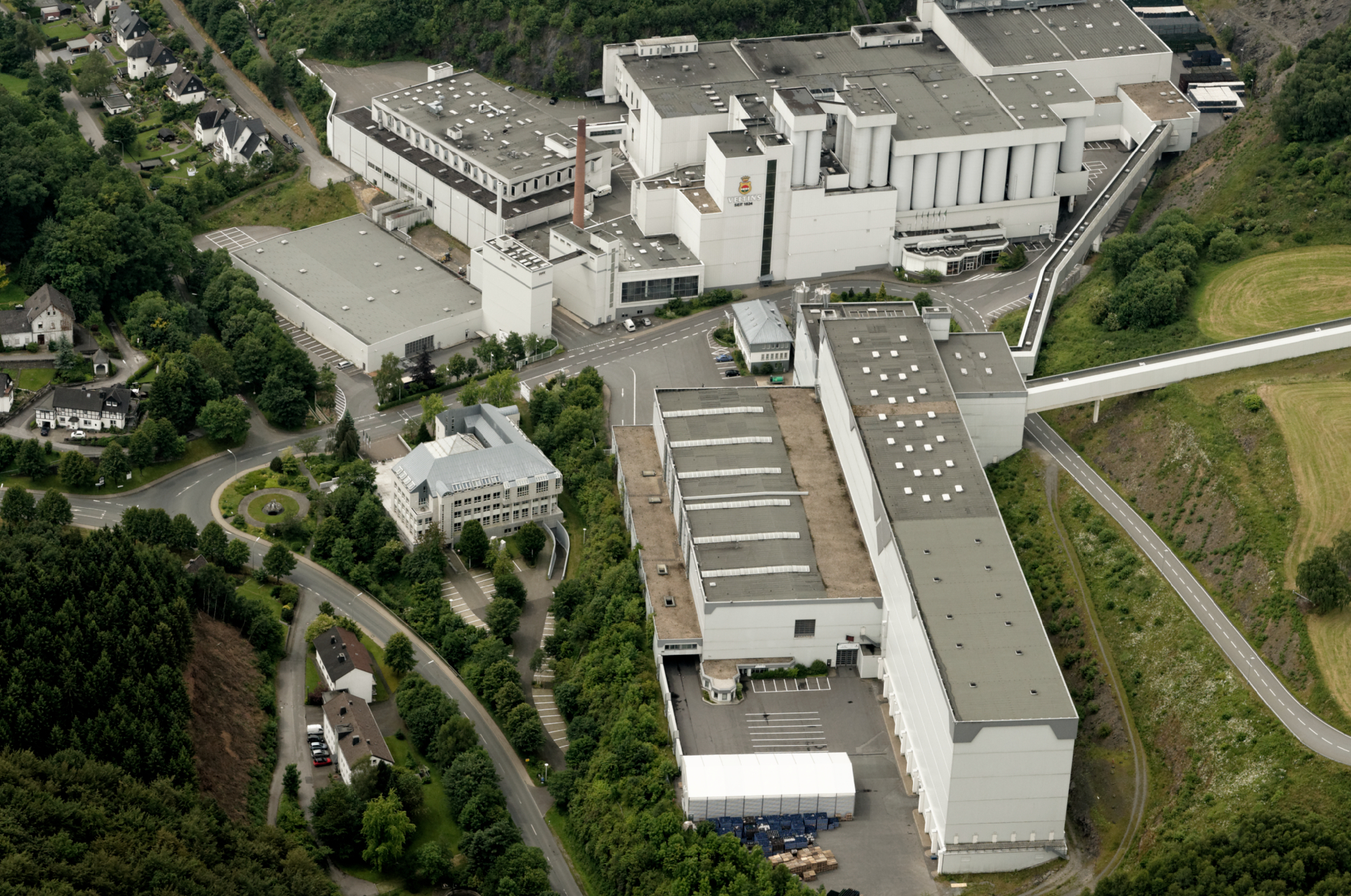
De Veltins-brouwerij te Grevenstein
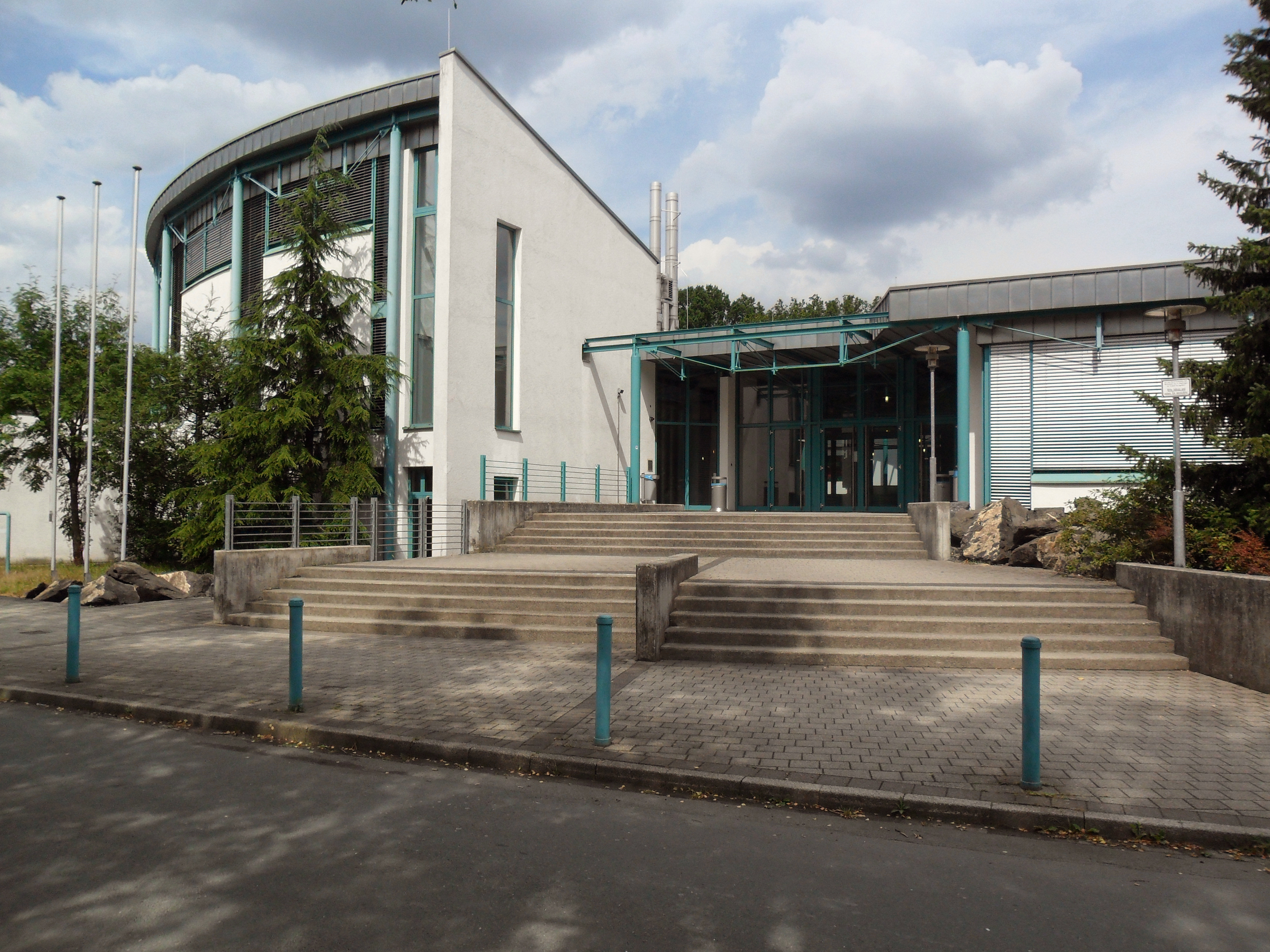
De hogeschool

## Stadsdelen

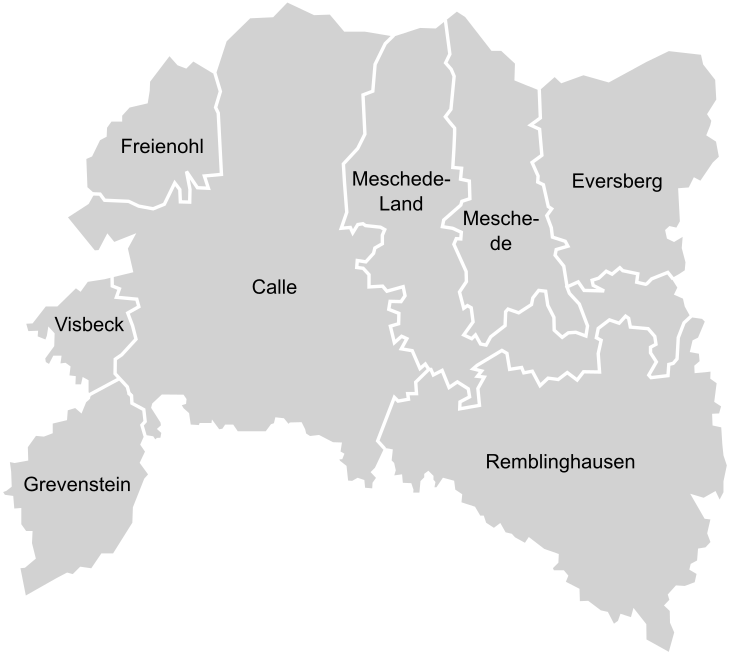
Meschede: voormalige deelgemeentes

In de gemeente Meschede liggen, naast de stad van die naam, de volgende 49 dorpen en gehuchten, waarvan enkele uit slechts een of twee boerderijen bestaan; deze zijn in artikel 3 a van de uit 2020 stammende hoofdgemeenteverordening als Stadtteil erkend:
- Baldeborn
- Berge
- Berghausen
- Beringhausen
- Blüggelscheidt
- Bockum
- Bonacker
- Brumlingsen
- Calle
- Drasenbeck
- Einhaus
- Enkhausen
- Enste
- Ensthof
- Erflinghausen
- Eversberg
- Frenkhausen
- Freienohl, met ca. 4.000 inwoners de op één na grootste plaats in de gemeente
- Frielinghausen
- Grevenstein
- Heggen
- Heinrichsthal
- Höringhausen
- Horbach
- Klause
- Köttinghausen
- Kotthoff
- Laer
- Löllinghausen
- Löttmaringhausen
- Meschede
- Mielinghausen
- Mosebolle
- Mülsborn
- Obermielinghausen
- Olpe (niet te verwarren met de naburige gemeente Olpe)
- Remblinghausen
- Sägemühle
- Schederberge
- Schedergrund
- Schüren
- Stesse
- Stockhausen
- Vellinghausen
- Visbeck
- Voßwinkel
- Wallen
- Wehrstapel
- Wennemen
- Wulstern.

Deze plaatsen zijn gebundeld in negen stadsdistricten (Stadtbezirke):
- Berge/Visbeck
- Calle/Wallen
- Eversberg
- Freienohl
- Grevenstein
- Olpe
- Remblinghausen
- Wehrstapel/Heinrichsthal
- Wennemen.

De plaatsen Meschede, Berghausen, Beringhausen, Enste, Heggen, Löttmaringhausen en Schederberge behoren niet tot een van de negen stadsdistricten, maar worden tot de kernstad gerekend.
Op de website van de gemeente Meschede staat een plattegrond waarop de ligging van de stadsdelen is aangegeven.

## Bevolkingsstatistiek
Bron Meschede.de, peildatum: 31 december 2021.
- Stad Meschede, incl. industrieterrein Enste: 14.746 inwoners
- Stadsdelen voormalige gemeente Meschede-Land: 261
- Recreatiegebied Mielinghausen: 22
- Berge: 1.101
- Bockum: 45
- Brumlingsen: 40
- Calle: 612
- Erflinghausen: 26
- Eversberg: 1.685
- Freienohl: 4.045
- Frenkhausen: 96
- Grevenstein: 849
- Heinrichsthal: 358
- Mülsborn: 45
- Olpe: 635
- Remblinghausen: 1.102
- omgeving van Remblinghausen: 592
- Schüren: 43
- Stesse: 35
- Stockhausen: 198
- Visbeck: 289
- Wallen: 488
- Wehrstapel: 941
- Wennemen: 1.716

Subtotaal: 29.970
Tweede-woningbezitters: 1.028
Totaal generaal: 30.998.
Onder hen zijn 3.803 evangelisch-luthersen, 17.687 rooms-katholieken en 9.508 overigen.
Onder overigen vallen mensen die tot een andere religieuze groepering behoren, atheïsten en mensen, die om privacy-redenen geen gegevens over hun godsdienstige opvattingen hebben verstrekt.

## Belangrijke personen in relatie tot de gemeente

### Geboren in de gemeente Meschede
- August Macke (1887-1914), kunstschilder
- Josefa Berens-Totenohl (* 30 maart 1891 in Grevenstein, gemeente Meschede; † 6 juni 1969 in Meschede), in het Derde Rijk een gevierd schrijfster van enige zeer succesvolle, antisemitische en antiziganistische streekromans, in 1935 door de nazi's met een hoge Westfaalse literatuurprijs onderscheiden
- Ansgar Nierhoff (Meschede, 1 oktober 1941 – 2 augustus 2010), Duits beeldhouwer
- Klaus-Jürgen Wrede werd in 1963 in Meschede geboren en is auteur van zogenaamde designer games, waaronder Carcassonne.

### Overigen
- Fritz Honsel (1888 te Werdohl - 1964 te Meschede), industrieel, nam in 1917 de  aluminiumfabriek over, die hij in 1908 samen met zijn broers als klein bedrijf had opgericht;  sedert 1953 ereburger van Meschede
- Inge Brück (Mannheim, 12 oktober 1936) is een Duitse zangeres en actrice. Zij woont (2021) te Meschede.

## Partnergemeentes
Meschede onderhoudt jumelages met:
- Le Puy-en-Velay, Frankrijk
- Cousolre, Frankrijk
- Neufraunhofen, Beieren, Duitsland

Arnsberg · Bestwig · Brilon · Eslohe · Hallenberg · Marsberg · Medebach · Meschede · Olsberg · Schmallenberg · Sundern · Winterberg
Andere hanzen: Vlaamse Hanze van Londen · Hanze der XVII steden